# Biały Bim Czarne Ucho (film)

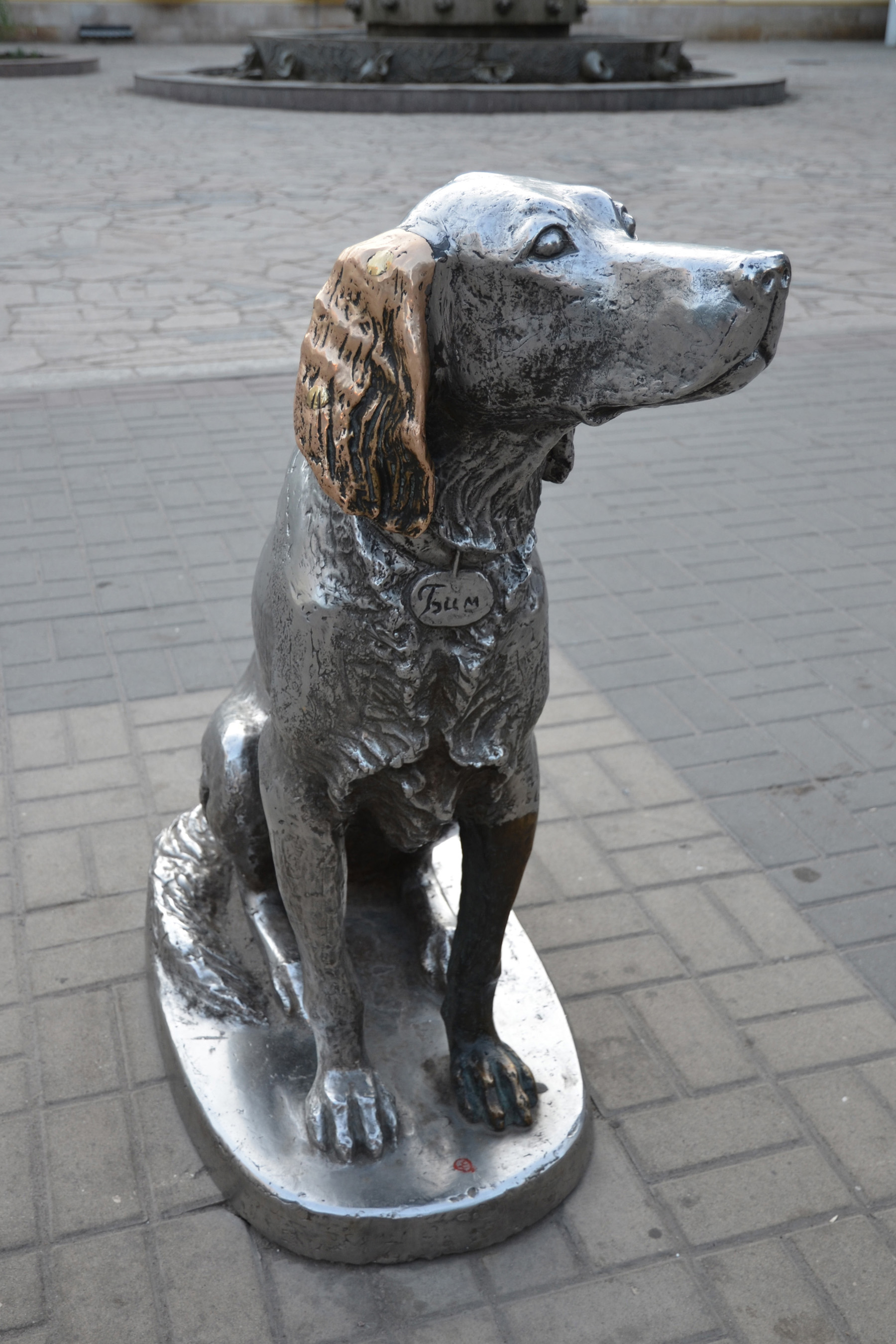
Pomnik Bima w Woroneżu

Biały Bim Czarne Ucho (ros. Белый Бим Чёрное ухо; Biełyj Bim Czornoje ucho) – radziecki film dramatyczny z 1977 roku, zrealizowany na podstawie powieści Gawriiła Trojepolskiego. Film o człowieku i jego psie niepodobnym do innych – białym seterze o czarnym uchu.

## Fabuła
Samotny Iwan Iwanowicz przygarnia setera o imieniu Bim. Pewnego dnia Iwan trafia do szpitala, w wyniku odnowienia się wojennego urazu. Pies zostaje przygarnięty przez sąsiadkę. Jednak wierny czworonóg nie może się pogodzić z utratą pana i rozpoczyna dramatyczne poszukiwania.

## Główne role
- Wiaczesław Tichonow - Iwan Iwanowicz
- Walentina Władimirowa - ciotka
- Michaił Dadyko - „Szary”
- Iwan Ryżow - administrator domu
- Irina Szewczuk - Dasza
- Wasilij Worobiew - Tolik
- Michaił Zimin - ojciec Tolika
- Rimma Manukowska - matka Tolika
- Sierioża Szewlakow - Alosza
- Giennadij Koczkożarow - ojciec Aloszy
- Raisa Riazanowa - matka Aloszy
- Anatolij Barancew - lekarz
- Marija Skworcowa - Stiepanowna
- Dmitrij Barkow - profesor
- Ania Rybnikowa - Lusia

## Wersja polska
Reżyseria dubbingu: Czesław Staszewski
Głosów użyczyli:
- Jerzy Przybylski jako Iwan Iwanowicz
- Halina Pawłowicz jako ciotka
- Sławomir Misiurewicz jako „Szary”
- Hanna Molenda jako Dasza
- Paweł Cłapak jako Tolik

Źródło: